# Lâu đài Darłowo
Lâu đài của Công tước Pomerania - lâu đài gothic duy nhất nằm trên bờ biển Baltic ở Ba Lan. Sự hình thành của lâu đài gần như là một hình vuông, với một tòa tháp cao 24 mét. Việc xây dựng lâu đài bắt đầu vào năm 1352, dưới triều đại của Bogusław V, người trị vì bắt đầu liên minh với Liên minh Hanseatic. Vào thế kỷ thứ mười tám và mười chín, lâu đài được sử dụng làm nhà kho và nhà tù. Từ năm 1930, lâu đài trở thành một bảo tàng.

## Lịch sử

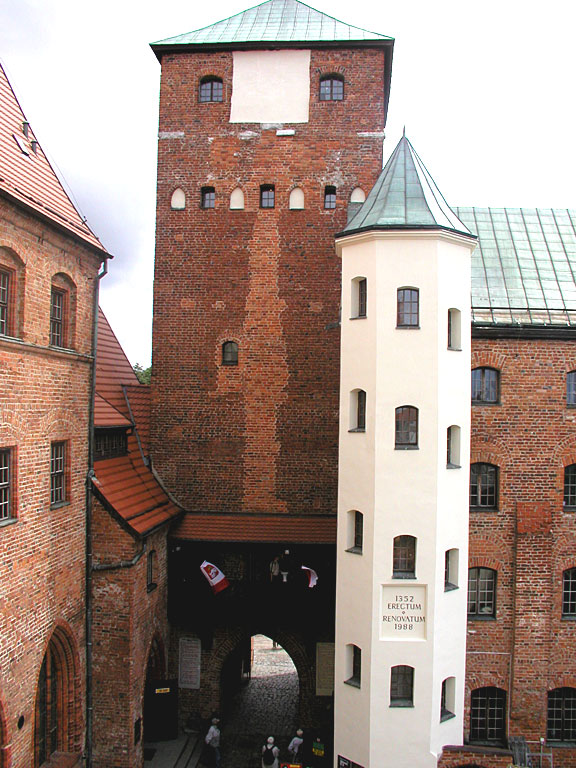
Quang cảnh trên sân trong Lâu đài của Công tước Pomeranian

Lâu đài của Công tước Pomerania được xây dựng trong nửa sau của thế kỷ mười bốn, vào năm 1352. Nó được xây dựng dưới triều đại của Bogusław V và Elżbieta, con gái của Casimir III Đại đế. Mặc dù đây chỉ là nơi cư ngụ thứ cấp của Gia đình Pomerania, nhưng lâu đài đã được mở rộng và hiện đại hóa vào thế kỷ XV và XVI, trở thành nơi cư ngụ của hoàng gia. Thị trấn Darłowo đã được trao danh hiệu Thành phố Hoàng gia Darłowo (Królewskie Miasto Darłowo, Ba Lan)
Việc mở rộng lớn nhất của lâu đài được thực hiện dưới triều đại của Eric của Pomerania, người đã xây dựng lại lâu đài theo thiết kế của nơi ở trước đây của ông, Lâu đài Kronborg. Ông cũng đã hiện đại hóa các công sự phòng thủ của lâu đài, và xây dựng tuyến phòng thủ thứ hai, dưới dạng đê bao quanh lâu đài. Việc mở rộng sau đây của lâu đài được thực hiện dưới triều đại của Công tước Bogusław X. Khi một cánh mới được xây dựng. Những thay đổi tiếp theo được thực hiện bởi Công tước Barnim XI. Sau một trận hỏa hoạn lớn, tàn phá lâu đài vào năm 1624, Công tước cuối cùng của Nhà Pomerania, Bogusław XIV, đã xây dựng lại lâu đài. Tuy nhiên, ông đã không khôi phục lâu đài theo phong cách kiến trúc ban đầu. Lâu đài đã mất nhiều tuyến phòng thủ và một nhà nguyện được xây dựng bên trong Hội trường Công tước. Sau cái chết của công tước, nữ góa phụ của ông, Nữ công tước Elżbieta, tiếp quản lâu đài, người sống cùng ông cho đến khi chết.